# مارتین لین اسمیت
مارتین لین اسمیت (انگلیسی: Martin Smith؛ زادهٔ ۳۰ ژوئیهٔ ۱۹۶۲) فرد نظامی اهل بریتانیا است. وی همچنین برندهٔ جوایزی همچون نشان حمام و نشان امپراتوری بریتانیا شده‌است.